# 대한민국의 우주 개발
대한민국의 우주 개발은 인공위성과 우주 발사체, 위성 항법 시스템 등 대한민국의 우주 개발을 정리한 것이다. 현재 KSLV-III와 한국형 위성 항법시스템 사업이 진행되고 있으며, 2025년 누리호 4차 발사를 앞두고 있다.

## 개발사

### 인공위성
대한민국의 우주 개발은 1990년대에 들어서 본격적으로 시작되었다. 1992년 8월에 대한민국 소유의 인공위성인 우리별 1호가, 1993년 9월 26일에 우리별 2호가 프랑스령인 기아나우주센터에서 성공적으로 발사되었다.
우리별 1호는 한국과학기술원(KAIST) 인공위성연구센터가 주축이 되어 지난 1989년부터 총 69억 4천여만원의 연구비를 들여 제작된 무게 50kg의 소형 위성이다. 고해상도의 지상관측 장비와 첨단 디지털신호처리(DSP) 기술이 적용되었으며, 방송 및 통신장비, 지상 관측장비, 과학실험 장비 등이 실렸다. 특히, 아마추어 무선중계기가 실려 있어, 전 세계 아마추어 무선사들이 자유롭게 쓸 수 있었으며, 실제로 남극세종과학기지에 근무하던 연구원이 아마추어 무전기로 우리별 1호를 이용한 적이 있다. 우리별 2호는 총 28억 원을 투입하여 독자 설계 및 제작된 것으로, 주요 목적은 한반도를 촬영하여 여러 실험들을 진행하는 것이었다.
이후 대한민국은 실용적인 통신방송위성의 필요성을 절실히 느껴 1995년 8월에 미국의 케이프커내버럴에서 무궁화 1호 통신위성을 델타Ⅱ로켓에 실어 쏘아올렸다. 설계 수명은 5년이었지만 2004년까지 교신이 이루어지는 등 12년 동안 작동하는 성능을 보여주었다. 이어서 무궁화 2호는 1996년 1월에, 무궁화 3호는 1999년 9월에 발사되었다. 95년 발사된 무궁화 1호는 발사 과정에서 문제가 생겨 당초 예상했던 수명인 10년을 못 채우고 1999년 임무를 마쳤다. 이 위성은 2005년 말 ‘궤도 이탈 명령’을 받고 우주 속으로 사라졌다.
우리별 3호는 KAIST 인공위성센터가 1994년 4월부터 과학기술부 등으로부터 80억원을 지원받아 설계에서 부품 제작, 조립 등 전 과정을 개발하였으며, 1999년 5월에 발사되었다. 자체 전력을 공급할 수 있는 태양전지판과 지상의 15ｍ 크기 물체까지 촬영할 수 있는 고체촬영소자(CCD) 카메라가 탑재된 위성이었다.

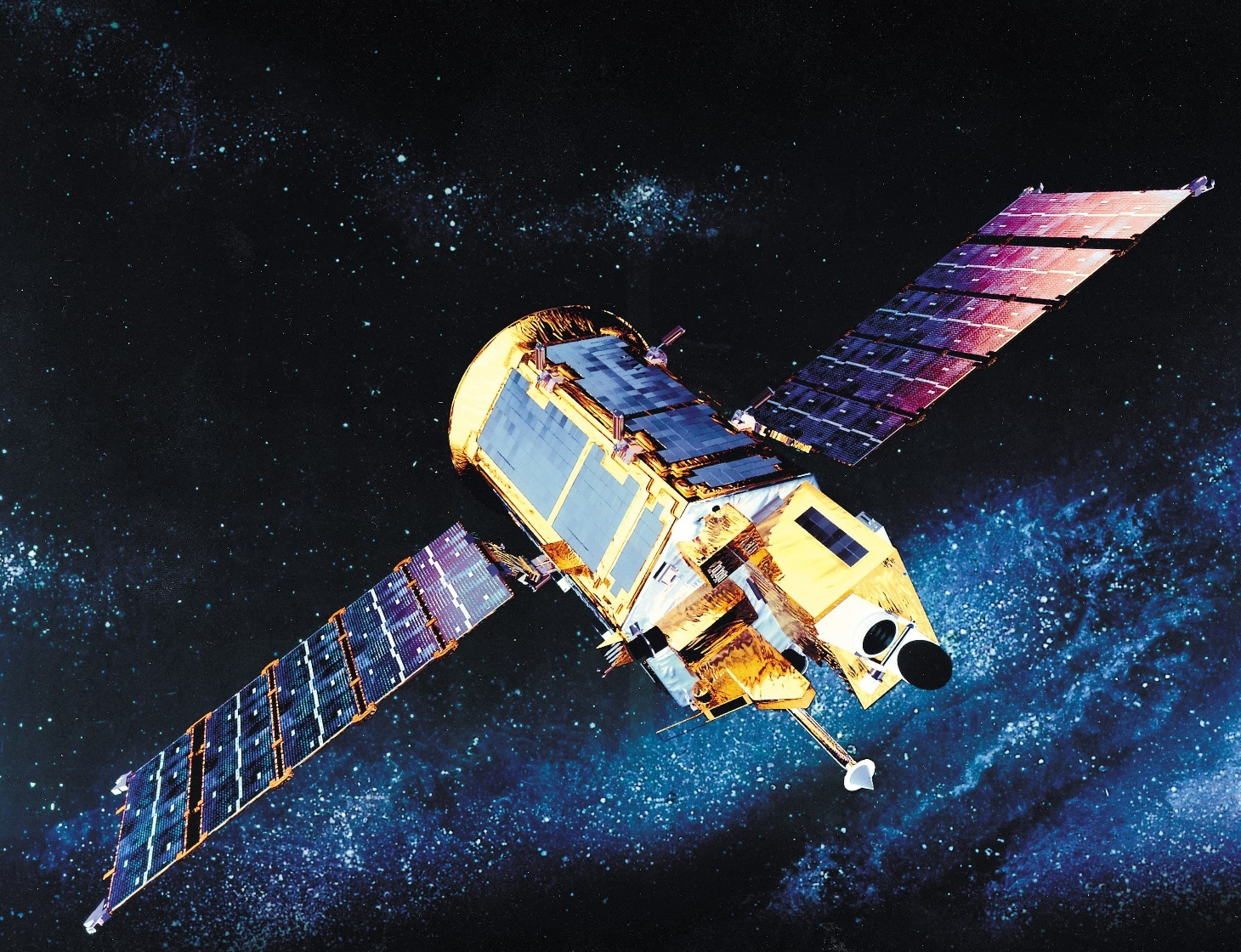
아리랑 1호

1999년 12월에 발사된 아리랑 1호는 한국항공우주연구소 등 국내 연구진과 미국 TRW이 총 제작비 1,650억 원을 들여 공동 개발한 다목적 위성이다. 국산화율은 약 80%였다. 발사의 주요 목적은 해양관측과 우주과학 실험이었다. 이 위성이 보낸 자료는 국내의 주요 연구소에서 이용하였다. 특히, 항공우주정보소년단과 항공우주연구소는 이 위성에 국내 청소년 10만 명의 이름을 신청받아 반도체칩 3개에 기록하여 탑재하였다.
KAIST 인공위성연구센터는 국내 우주개발 중장기 계획에 따라 1998년 10월부터 무게 106kg의 소형 위성인 과학기술위성 1호를 개발하였다. 이 위성은 2003년 9월 발사되었다. 개발에 총 116억 9천만원이 투입되었으며, 한국항공우주연구원이 총괄 관리를, KAIST 인공위성센터가 위성 본체 개발을, KAIST와 한국천문연구원 등이 탑재체 개발을 담당하였다. 우주망원경인 원자외선우주분광기(FIMS, Far-ultraviolet IMaging Spectrograph)와 우주 물리 탑재체(Space Physics Package), 데이터 수집장비 등이 탑재되었다. 2006년, 한국의 9번째 위성인 아리랑 2호와 무궁화 5호가 발사되었다.
2010년 6월, 한국은 세계 최초의 정지궤도 해양관측 위성인 천리안 1호를 발사하였다. 고도 36,000km 이상에 떠서 해양관측 센서인 GOCI를 통하여 은퇴 시까지 10년간 매일 8회씩 1시간 간격으로 한반도 주변의 해양변화를 관측하였다. 이후 천리안 위성은 2018년 12월 발사된 천리안 2A호와 2020년 발사된 천리안 2B호 등 계속 발사되고 있으며, 천리안 5호 발사를 앞두고 있다.

### 로켓

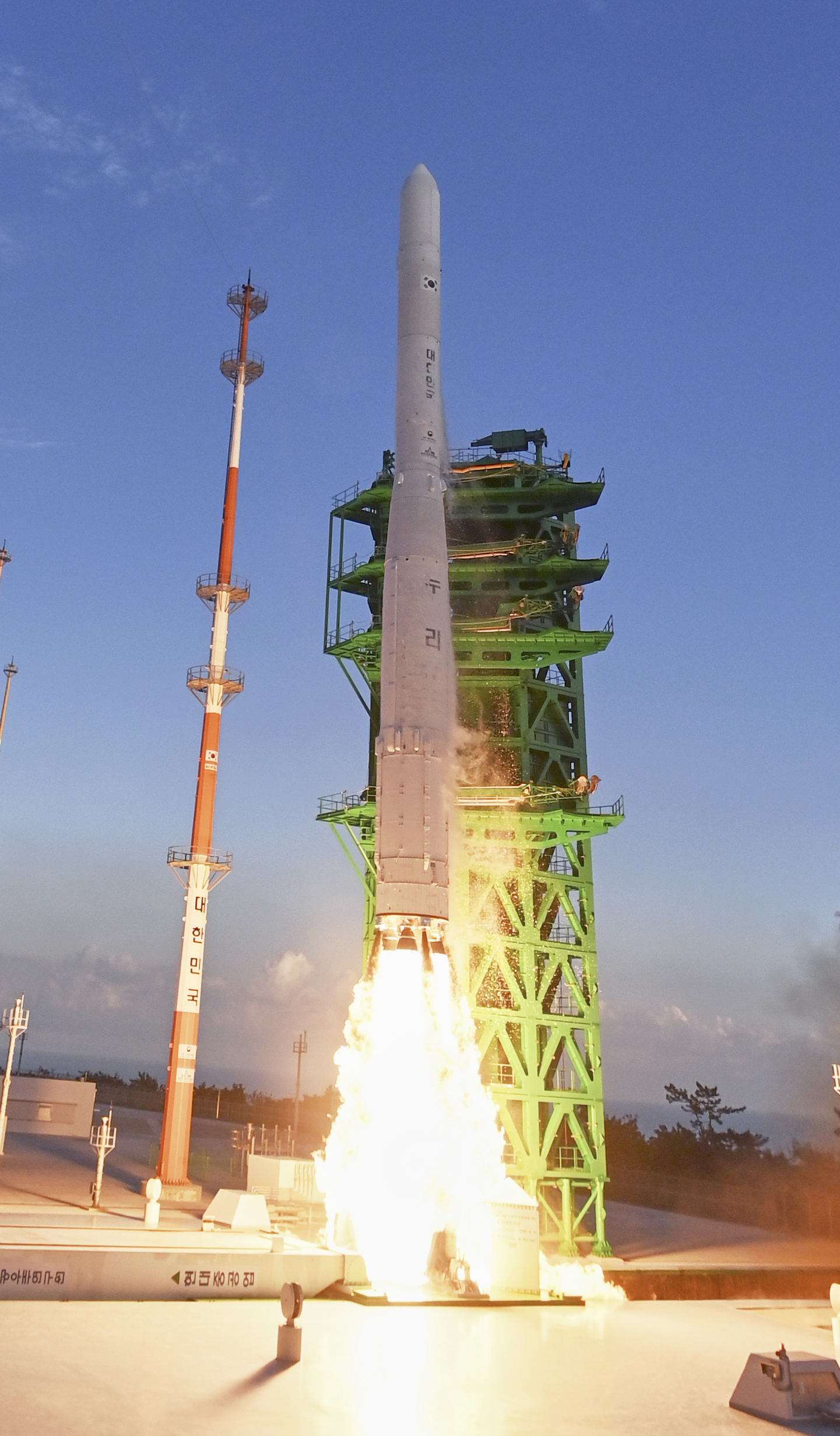
누리호

1958년 국방부 과학연구소에 로켓 연구 조직이 신설되었으나, 본격적으로 우주 로켓에 대한 계획은 1987년 한국천문연구원의 전신 천문우주과학연구소가 발사체 개발 관련 기초연구를 시작하면서 시작되었다. 이후 1989년 10월 한국항공우주연구원이 설립되면서 한국형 발사체 기술 확보를 위한 행보가 본격화되었다. 1990년대 초부터 한국은 과학로켓 연구를 통해 시스템 통합, 액체추진기관 설계 및 제작, 엔진시험, 유도제어, 자세제어 분야의 기술을 개발하는 데 주력하였다.
우리나라 우주 발사체의 시초는, 항우연 유장수 박사의 주도로 1990년 7월부터 개발되어 1993년 두 차례 발사한 1단 고체연료 추진 과학로켓 KSR-I이다. 유 박사는 후일 항우연을 나와 AP위성을 창업하였다. AP위성은 2022년 발사된 누리호에 들어간 성능 검증 위성을 제작한 기업이다.
이후 1993년부터 1998년까지, 한반도 상공 150㎞ 위 이온층과 오존층을 측정하는 것을 목표로 52억 원이 투입되어 2단형 고체엔진을 가진 중형과학로켓 KSR-II가 개발되었다. 1997년 7월 9일 1차 발사되었다. 하지만 실험 관측은 실패하였으며, 이듬해 6월 11일 2차 발사에서 실험 관측에 성공하였다.
이어 연구진은 1997년부터 2003년까지 5년간 780억 원을 투입하여 추력 13t급 액체추진로켓인 KSR-III을 개발, 2002년 11월 28일 발사하였다.
2002년 8월부터 2013년 4월까지 11년간 총 5,025억 원의 예산으로 국내 연구진은 100㎏급 소형 인공위성을 지구 저궤도에 투입할 수 있는 대한민국 최초 우주발사체 나로호 개발에 주력하였다. 나로호 개발사업에는 대한항공, 한화, 한국화이바, 두원중공업 등 150여개 민간 기업이 참여하여 부품 설계·제작, 지상·발사시설 제작, 발사체 총 조립 등 현장 기술을 담당하였다.
한국이 엔진을 포함한 설계, 제작, 시험, 발사 운용 등을 전부 순수 국내 기술로 진행한 로켓은 2021년 1차 발사된 누리호이다. 2010년 3월부터, 12년간 1조 9,572억 원을 투입하여 개발되었다. 누리호 개발 사업의 목표는 1.5t급 실용위성을 지구 저궤도(600∼800km)에 투입할 발사체를 만드는 것이었다. 1~3기에 탑재되어 있는 엔진은 다음과 같다.
- 1단부: 추력 75t급 액체엔진 4기 (클러스팅)
- 2단부: 추력 75t급 액체엔진 1기
- 3단부: 추력 7t급 액체엔진

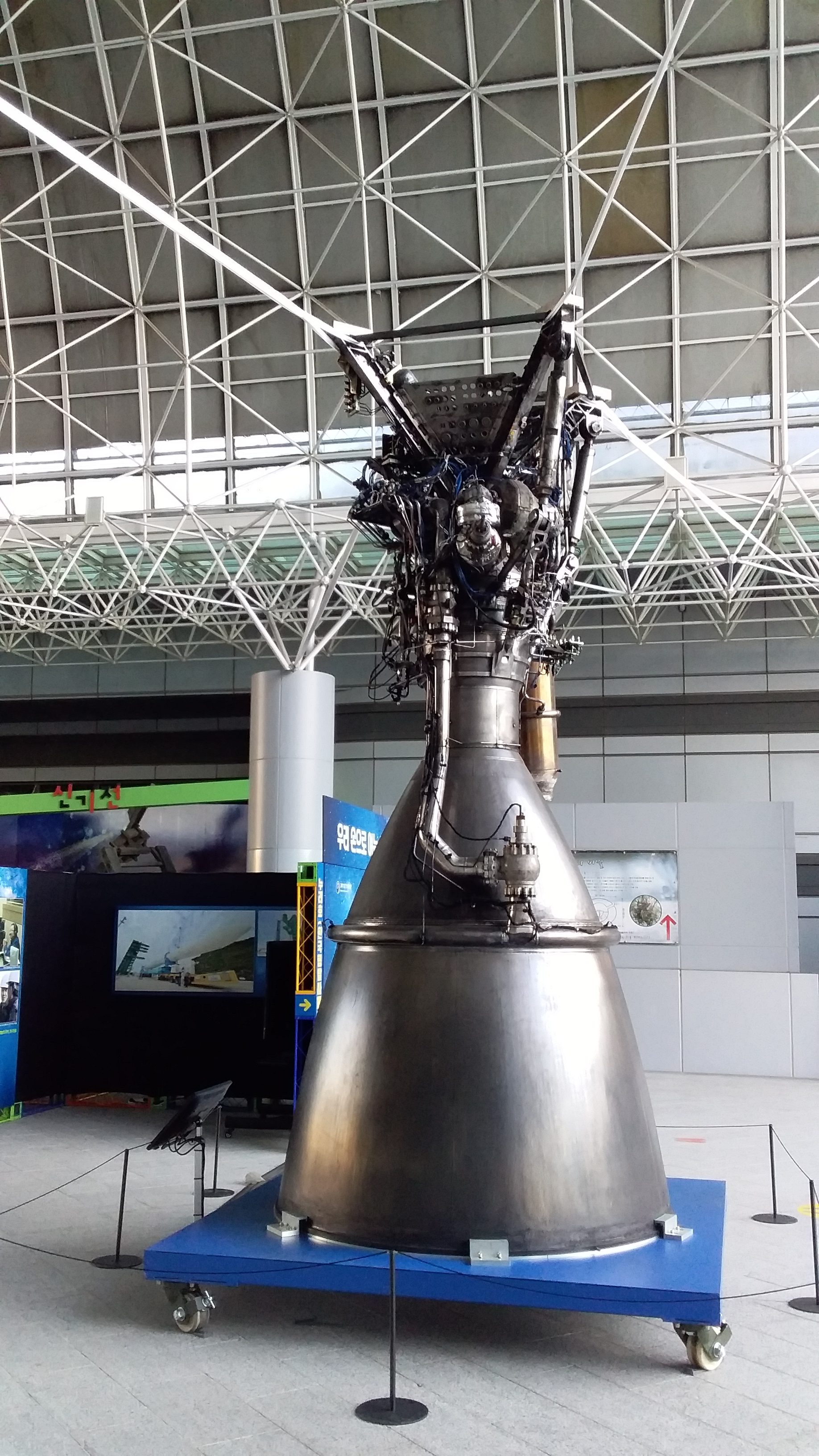
국립중앙과학관에 전시된 누리호의 75t급 엔진

7t급, 75t급 엔진은 고압, 극저온, 초고온의 극환 환경에서 작동하도록 개발되었다. 발사대는 전라남도 고흥군의 나로우주센터에 있으며, 현대중공업이 총괄하여 2016년부터 2021년까지 만들었다. 누리호는 2025년 4차 발사를 앞두고 있다.

#### 한국형 과학관측 로켓 시리즈(KSR)

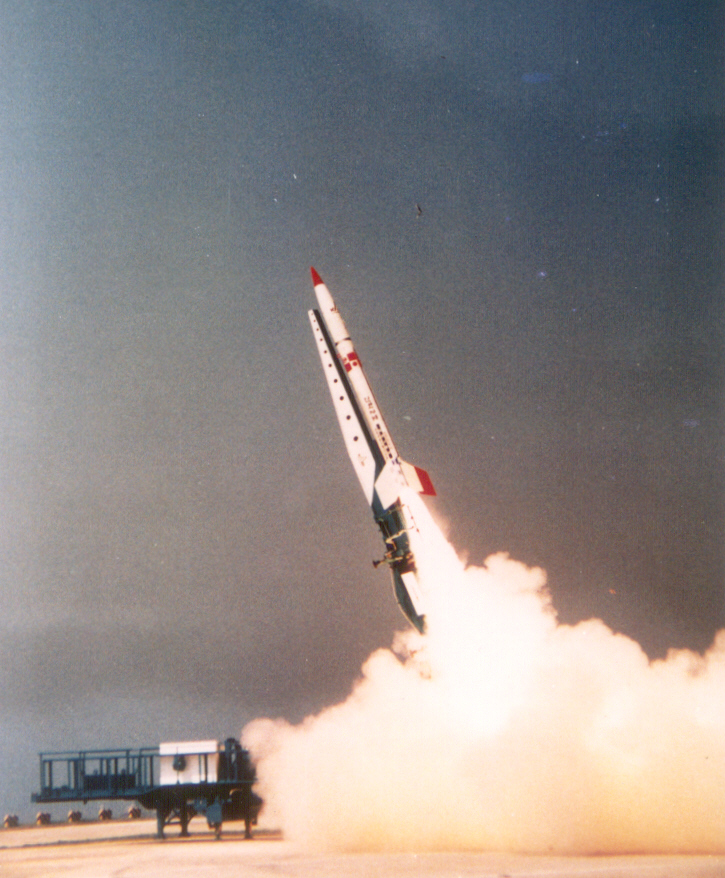
KSR-I 과학로켓

- 1993년 6월 4일 KSR-I 과학로켓 1차 발사. 대한민국의 우주 발사체의 시작. 대한민국이 독자적으로 개발한 최초의 관측 로켓. 고체연료.
- 1993년 9월 1일 KSR-I 과학로켓 2차 발사.
- 1997년 7월 9일 KSR-II 중형과학로켓 1차 발사.
- 1998년 6월 11일 KSR-II 중형과학로켓 2차 발사.
- 2002년 11월 28일 KSR-III 액체추진과학로켓 발사. 대한민국이 독자적으로 개발한 최초의 액체연료 로켓.

#### 한국형 우주 발사체 시리즈(KSLV)
- 2009년 8월 25일 KSLV-I 나로 1차 발사. 1단 로켓은 러시아 로켓을 사용함. 2단과 인공위성은 한국의 기술. 대한민국이 독자적으로 발사한 최초의 인공 위성 로켓.
- 2010년 6월 10일 KSLV-I 나로 2차 발사.
- 2013년 1월 30일 KSLV-I 나로 3차 발사.
- 2018년 11월 28일 KSLV-II TLV 누리 시험발사체 발사.
- 2021년 10월 21일 KSLV-II 누리 1차 발사.
- 2022년 6월 21일 KSLV-II 누리 2차 발사.

### 달 탐사
대한민국의 달탐사 계획(KLEP)은 달 궤도선과 착륙선을 개발하는 달 탐사 계획으로, 항우연 주관이다. 2022년 8월, 달 관측을 주목표로 다누리를 발사하였으며, 한국항공우주연구원의 고해상도카메라, 한국천문연구원의 광시야편광카메라, 경희대학교의 자기장측정기, 한국지질자원연구원의 감마선분광기, 한국전자통신연구원의 우주인터넷 등이 탑재되었다. 2023년 8월 5일 기준, 다누리의 총 비행거리는 3천801만km였고, 지구로 보낸 고해상도 달 사진은 2,576장이었다. 현재 다누리는 달 착륙 후보지 탐색, 달 과학연구, 우주인터넷 기술 검증 등 과학기술 임무를 수행하고 있다.
달착륙선인 한국형 달 탐사선은 KSLV-III 로켓으로 2032년 발사될 예정이다. 2027년까지 달 착륙선의 예비 설계가 이루어지면, 2029년까지 달 착륙선 상세 설계를 완료하고 이후 본격적인 제작과 시험에 들어갈 계획이다.

## 정책
현재, 국내 최대의 항공우주산업집적지 우주항공국가산업단지가 경상남도 사천시의 사천지구와 진주시의 진주지구 등 2개 지구로 2025년 6월 완공을 목표로 조성되고 있다. 연구·제조·사업화에 필요한 각종 인프라를 한 데 모은 단지이다.

## 대한민국의 인공위성

### 운용 중인 인공위성 목록
2023년 5월 현재 위성 11대를 운용 중이다
- 천리안 2A호
- 천리안 2B호
- 무궁화 5A호
- 아리랑 5호
- 아리랑 3A호
- 무궁화 5호
- 아나시스-2
- 차세대소형위성 1호
- 차세대중형위성 1호
- 올레 1호 (무궁화 6호) - 현재 태양전지판이 고장난 채 돌고 있다고 한다.
- 무궁화 7호
- 다누리 (우주선)

### 개발 예정 인공위성 목록
- 아리랑 6호 - 2022년 예정
- 아리랑 7호 - 2022년 예정
- 도요샛-2023년
- 아리랑 7A - 2024년 예정

### 수명이 지난 인공위성 목록
- 무궁화 2호 - ABS사에 판매
- 무궁화 3호 - ABS사에 판매
- 아리랑 3호 - 2016년 종료
- 우리별 1호 - 1992년
- 우리별 2호 - 1993년
- 우리별 3호 - 1993년
- 과학기술위성 1호 - 2005년
- 나로과학위성 - 2014년 4월부터 통신이 되지 않아 사실상 미아 상태
- 과학기술위성 3호 - 2015년 5월 임무 종료.
- 무궁화 1호 - 1999년 임무를 마치고 2005년 말 궤도 이탈 명령을 받음.
- 아리랑 1호 - 2007년 임무 종료.
- 천리안 - 2017년 6월

## 주요국과의 비교
| 주요국의 우주 개발 예산 (단위: 미국 달러) | 주요국의 우주 개발 예산 (단위: 미국 달러) | 주요국의 우주 개발 예산 (단위: 미국 달러) | 주요국의 우주 개발 예산 (단위: 미국 달러) | 주요국의 우주 개발 예산 (단위: 미국 달러) | 주요국의 우주 개발 예산 (단위: 미국 달러) | 주요국의 우주 개발 예산 (단위: 미국 달러) | 주요국의 우주 개발 예산 (단위: 미국 달러) | 주요국의 우주 개발 예산 (단위: 미국 달러) | 주요국의 우주 개발 예산 (단위: 미국 달러) | 주요국의 우주 개발 예산 (단위: 미국 달러) |
| 회계연도                                  | 미국                                      | 중국                                      | 프랑스                                    | 러시아                                    | 일본                                      | 독일                                      | 인도                                      | 영국                                      | 캐나다                                    | 대한민국                                  |
| ----------------------------------------- | ----------------------------------------- | ----------------------------------------- | ----------------------------------------- | ----------------------------------------- | ----------------------------------------- | ----------------------------------------- | ----------------------------------------- | ----------------------------------------- | ----------------------------------------- | ----------------------------------------- |
| 2011                                      | 424억 7,100만                             | 30억 5,300만                              | 31억 4,700만                              | 65억 6,400만                              | 35억 4,600만                              | 19억 9,800만                              | 14억 4,400만                              | 7억 3,700만                               | 5억 9,300만                               | 2억 800만                                 |
| 2020                                      | 476억 9,100만                             | 88억 5,300만                              | 40억 4,000만                              | 37억 5,900만                              | 33억 2,400만                              | 24억 500만                                |                                           | 10억 6,100만                              |                                           | 7억 2,200만                               |
| 2025                                      |                                           |                                           |                                           |                                           |                                           |                                           |                                           |                                           |                                           |                                           |

## 기구 및 기업
- 한국항공우주산업
- 우주항공청
- 이노스페이스
- 한화에어로스페이스
- LIG 넥스원

## 같이 보기
- 우주 개발